# Vivere insieme (serie televisiva)
Vivere insieme è una serie televisiva italiana andata in onda sul Programma Nazionale Rai a partire da sabato 28 aprile 1962 ore 21:05, fino a tutto il 1970, coordinata da Ugo Sciascia, per un totale di ottanta episodi. Formato serie TV, drammatico.

## Descrizione
I testi furono scritti da sceneggiatori tra i quali Maurizio Costanzo, Gino De Sanctis, Belisario Randone, Edoardo Anton ed interpretati da attori, tra cui Mariangela Melato, Raffaella Carrà, Lia Zoppelli, Daniela Goggi, Milena Vukotic, Ernesto Calindri, Ugo Pagliai, Riccardo Garrone, Gabriele Lavia, Riccardo Cucciolla, Glauco Mauri, Stefano Satta Flores, Piera Degli Esposti, Ottavia Piccolo, Orazio Orlando, Liana Trouché, Ivano Staccioli, Nicoletta Rizzi, Franco Bucceri e Tino Bianchi.
La serie constava di episodi singoli indipendenti trasmessi in unica puntata, ciascun teledramma era un originale girato appositamente per la televisione. La serie trattava di tematiche di interesse familiare. Al termine dell'episodio, esso era seguito da un dibattito finale in studio con psicologi, medici, genitori invitati alla trasmissione e moderati da Ugo Sciascia, docente di Psicologia Sociale.
La trasmissione fu molto popolare e Ugo Sciascia divenne un personaggio noto al pubblico televisivo come "professore" esperto di psicologia, sociologia e dinamiche della vita famigliare.

## Elenco parziale degli episodi
- Cronaca drammatica (1962), sceneggiatura Vladimiro Cajoli, regia Guglielmo Morandi, con Andrea Checchi, Tino Bianchi, Ugo Pagliai, scenografia Tommaso Passalacqua[9]
- Un libretto di banca (1962), sceneggiatura Ottavio Cecchi, regia Guglielmo Morandi, con Liana Trouché, Ivano Staccioli, Franco Bucceri e Tino Bianchi, scenografia Tommaso Passalacqua
- Vacanze di Natale (1963), regia Italo Alfaro[11]
- Suocera e nuora (1963), regia di Guglielmo Morandi[12]
- Qualcosa per… oggi (1964), sceneggiatura Gino De Sanctis, regia Guglielmo Morandi, con Ivano Staccioli, Giulio Girola, scenografia Giuliano Tullio, costumi Antonio Allecher[9]
- I polli di Enrico IV (1964), sceneggiatura Vladimiro Cajoli, regia di Claudio Fino, con Otello Toso, Laura Rizzoli, Piero Mazzarella, Augusto Mastrantoni, Germana Paolieri, Adriana Parrella, scenografia: Mariano Mercuri
- Due nell'azienda (1964), regia di Gennaro Magliulo, con Guido Celano, Giuseppe Caldani, Regina Bianchi, Elena Cotta
- La figlia dell'oca bianca (1964), regia di Italo Alfaro,[11] con Raffaella Carrà, Anna Menichetti, Leonardo Severini, Germana Paolieri, Giorgio Bonora, scenografia Mariano Mercuri
- Il passo più lungo (1964), regia di Italo Alfaro[11]
- Lettera di una madre (1964), regia di Italo Alfaro[11]
- La scelta (1964), regia di Lyda C. Ripandelli
- Due coppie (1965), regia di Italo Alfaro[11]
- Il sale della terra (1965), sceneggiatura Giuseppe Dessì, regia Giacomo Colli, con Silvano Tranquilli, Aldo Barberito, Dora Calindri, scenografia Giuliano Tullio[9]
- La mamma dice delle cose (1965), sceneggiatura Luciano Codignola, regia Guglielmo Morandi, scenografia Giuliano Tullio, costumi Grazia Leone[9]
- Quando ne avrà ventuno (1965), sceneggiatura Vladimiro Cajoli, regia Alberto Negrin, con Franca Nuti, Giancarlo Dettori, Giorgio Piazza, scenografia Giuliano Tullio[9]
- La fabbrica (1965), regia di Giacomo Colli
- La madre di nostra figlia (1967), originale televisivo di Giuseppe Dessì, regia di Claudio Fino
- Per non somigliarti (1967) di Massimo Dursi, regia di Enrico Colosimo, con Nicoletta Rizzi
- Alfredino (1967), regia di Fulvio Tolusso, con Edda Albertini[13]
- La piramide senza vertice (1969), regia di Gian Paolo Callegari, con Ottavia Piccolo, Vira Silenti, Rina Mascetti, Aldo Massasso[14]
- Sposarsi non è facile (1969), originale televisivo di Maurizio Costanzo, regia di Claudio Triscoli
- Il cucciolone (1970), originale televisivo di Enrico Oldoini, regia Mauro Severino, con Marisa Merlini, Violetta Charini, Guido Marchi, Gianni Tonolli, scenografia Mariano Mercuri, costumi Lalli Ramous
- Il ballo dell'orso (1970), originale televisivo di Edoardo Tonon, regia di Carlo Lodovici, con Carlo Romano, Giulia Rivera, Pier Luigi Zollo, scene Graziella Evangelista, costumi Rita Passeri
- Una nuova vita (1970), originale televisivo di Belisario Randone, regia di Toni De Gregorio, con Lucia Catullo, Massimo Serato, Pier Paola Bucchi, Emilia Sciarino, Stefano Bertini, Ciro d'Angelo, scene di Pino Valenti, costumi di Vera Carotenuto
- L'ultimo giorno (1970), regia Alda Grimaldi
- Le ore lunghe (1970), regia Silvio Maestranzi
- Il crepuscolo (1970), sceneggiatura Vladimiro Cajoli, regia Toni De Gregorio, con Jacques Sernas, Carlo Hintermann, Anna Bonasso, scenografia Eugenio Liverani, costumi Loredana Zampacavallo
- Le ore lunghe (1970), regia Silvio Maestranzi con Jole Zacco e Giulio Girola